# Hoplodrina placata
Hoplodrina placata är en fjärilsart som beskrevs av John Henry Leech 1900. Hoplodrina placata ingår i släktet Hoplodrina och familjen nattflyn. Inga underarter finns listade i Catalogue of Life.